# Космичне приче и узбудљиве научне приче
Космичке приче (такође часопис познат као Космичка Научна-Фикција) и часопис Узбудљиве Научне Приче су два пулп научно фантастична часописа која су објавила укупно седам издања у 1941. и 1942. Оба, Космичке приче и Научне Приче су уређене од стране Доналд А. Волхејма и објављене од истог издавача. Појављивали су се у алтернативним месецима. Волхејм је имао буџет за белетристику, тако да је затражио приче од његових пријатеља међу Футуриансима, група младих фанова научне фантастике, укључујући Џејмс Блиша и Ц. М. Корнблута. Ајзак Асимов је такође допринео причи, али касније је инсистирао на плаћању након што је чуо да је Ф. Орлин Тремејн-у -уредник Комета-конкурентски научно фантастични часопис-била иритантна идеја за часопис који би "извукао сифоном од читалаца из часописа који су платили" и сматрао да аутори који су допринели треба да буду на црној листи. Корнблут је најплоднији сарадник, под неколико псеудонима; једна од његових прича, "Тринаест сати", објављена под псеудонимом "Сесил Корвин", била је веома успешна и помогача да он сам направи свој углед у области. Часопис је престап да излази крајем 1941. године, али Волхејм је био у стању да пронађе издавача за још једно издање Узвудљивих Научних Прича у марту 1942. Пред рат ограничење га је приморана да поново затвори продају.
Други познати писци који су се појавили у два часописа укључују Дејмон Кнајта и Дејвид Х. Келера. Кнајт је први објавио причу "Жилавост", која се појавила у фебруара 1941. у издању Узбудљиве приче, али прича је уништена од стране штампарских грешкака са кључном речју у првој реченици. Келер је био успостављен писац на терену, али Волхејм је био свестан да Келер повремено донира материјал за фанзине и био је у стању да добије причу од њега. Квалитет уметничког дела је био променљив; укључивао је Елиот Долд-ово последње уметничко дело у сф области науке за насловну страну издања из јула 1941. часописа Космичке Приче и неколико насловница и унутрашњих цртежа од стране Ханес Бока, који је касније постао познат уметник на терену.

## Историја публикације
| Јан | Феб | Мар | Апр | Мај | Јун | Јул | Авг | Сеп | Окт | Нов | Дец |
| --- | --- | --- | --- | --- | --- | --- | --- | --- | --- | --- | --- |
| 1941 | 1/1 | 1/2 | 1/3 |     |     |     |     |     |     |     |     |
| 1942 | 2/1 |     |     |     |     |     |     |     |     |     |     |
| Сва четири издања за часопис Узбудљиве Научне Приче, показују се томови и издање бројева. Доналд А. Волхејм је био уредник. |     |     |     |     |     |     |     |     |     |     |     |

Иако је научна фантастика (СФ) објављен пре 1920-их, није се издвојила као посебан жанр до појаве 1926. године у Невероватним причама, пулп часопис који је објављивао Хуго Гернсбек. До краја 1930—их година поље цветало, а између 1939. и 1941. појавила се поплава нових сф часописа. Крајем 1940., Доналд А. Волхејм, активни научно фантастични уредник и писац у успону, преместио је нови часопис под називом Узбудљиве Детективсе и Вестер Приче на киоске. Писао је издавачима, Албинг публикације, да види да ли су заинтересовани за додавање његовог научнофантастичног наслова на њиховој листи. Тада је био позвао у њихову канцелрију канцеларију. Волхејм је касније подсетио на тај састанак:
"То су били отац и син, син у својим двадесетим, а отац у својим педесетим. Они су деловали са стола из угла оглашавајуће канцеларије, а оно што су имали је кредит од једног од новинских предузећа, Кабле или један од оних одела, и они су рекли, "ми немамо никакав капитал, али ако можете ставити заједно часопис ни за шта, можемо ићи до петнаест долара за уметност, и ми то можемо. Ако часопис успе, онда ћемо моћи да вам платимо редовну плату после трећег издања. " Мој став је био да барем добијем искуство и нешто је боље него ништа. "
| Јан | Феб | Мар | Апр | Мај | Јун | Јул | Авг | Сеп | Окт | Нов | Дец |
| --- | --- | --- | --- | --- | --- | --- | --- | --- | --- | --- | --- |
| 1941                                                                                                   | 1/1 | 1/2 | 1/3 |     |     |     |     |     |     |     |     |
| Сва ти издања Космичких прича, показују се томови и бројеви издања под уредништвор Доналда А. Војхејма |     |     |     |     |     |     |     |     |     |     |     |

Волхејм је послао писмо својим контактима-групи фанова научне фантастике, Фандом, најављујући нове часописе. Првобитно је план био да објави једну месечну титулу, али то је промењено од стране издавача на два наизменична двомесечна часописа, који су се звали Космичке приче и Узбудљиве Научне приче. Прво издање се појавило у фебруару 1941. часописа Узбудљиве Научне приче. Волхејм је најавио планирани датум на киосцима од 15. децембра 1940. године, али према Дејмон Кнајтовим каснијим сећањима у јануару 1941. године два наслова су се смењивала на сваких месец дана до јула 1941. године часописа Космичке приче (тада преименован на насловници као Космичка Научна-Фикција), након чега су часописи отказани. Неколико месеци касније Волхејм је био у стању да пронађе другог издавача, Manhattan Fiction Publications, а четврто издање Узбудљивих прича се појавило у марту 1942. Ограничења због рата спречила су новог издавача да настави и више није било издања или наслова.
Најава у јануару 1941 Књижевнички Дигест навела је стопе наплата пола цента по једној речи. Ово је била ниска стопа, али је било у рангу са многим другим часописима из ере- Волхејм је био у стању да то оствари. У случају да буду у могућности да почну да плаћају мале износе његовим ауторима након првих неколико издања; К. М. Корнблут је плаћен за неколико његових каснијих прича за два часописа, иако су стопе биле знатно испод пола цента по јендој речи.